# Waldbahnlokomotive der Curtis Manufacturing Company
Die Waldbahnlokomotive der Curtis Manufacturing Company war eine um 1897 in St. Louis im US-Bundesstaat Missouri produzierte Waldbahn-Lokomotive für hölzerne Schienen.

## Beschreibung
Die vierachsige Waldbahnlokomotive wurde speziell für den Einsatz in der Forstwirtschaft gebaut. Die Räder hatten beidseitig Spurkränze und einen Durchmesser von 762 mm (30 Zoll) bei einer Felgenbreite von 305 mm (12 Zoll). Alle Achsen waren angetrieben. Jeweils zwei Achsen waren auf flexibel gelagerten Drehgestellen montiert, so dass sie auch auf sehr unebenen Strecken leicht laufen konnten.
Die Zylinder hatten einen Durchmesser von 178 mm (7 Zoll) und einem Hub von 244 mm (10 Zoll). Sie trieben über ein Zahnradgetriebe eine Vorgelegewelle an. Von dieser Vorgelegewelle wurde die Vorderachse des hinteren Drehgestells durch eine schwere Stahlkette angetrieben. Die Hinterachse des vorderen Drehgestells wurde über eine Kette vom hinteren Drehgestell angetrieben. Die Kettenräder waren doppelt gebördelt, um ein Abrutschen der Kette zu verhindern. Das gesamte Getriebe war aus Stahlguss gefertigt. Sowohl die vordere als auch die hintere Achse der Lokomotive wurden über seitliche Kuppelstangen angetrieben. Der mit Holz beheizte Kessel wurde von einer kleinen Duplexpumpe gespeist. Die Lokomotive war außerdem mit einer Dampfstrahlspeisepumpe zum Ansaugen von Wasser in die Tanks ausgestattet.
Die Gesamtkosten für den Bau des hölzernen Gleises beliefen sich auf 300 bis 400 Dollar pro Meile (170 bis 230 €/km), je nach der Beschaffenheit des Geländes, auf dem es verlief. In sumpfigem Gelände waren oft kleine Brücken erforderlich, aber auf normalem, ebenem Boden betrugen die Kosten des Gleisbaus nicht mehr als 300 Dollar pro Meile. Die Lokomotive war so ausgelegt, dass sie gewöhnliche Lasten mit einer Geschwindigkeit 6,5 bis 10 km/h (4 bis 6 mph) befördern konnte, und wenn erstklassige Gleise vorhanden waren, sogar noch schneller.
Die Curtis Manufacturing Company aus St. Louis, die die Lokomotive gebaut hat, gab an, dass diese Lokomotive, die von zwei Männern bedient wurde, Arbeiten erledigen konnte, für die sonst dreißig Ochsenpaare und fünf Männer erforderlich wären.